# Andropogon lanuginosus
Andropogon lanuginosus là một loài cỏ thuộc họ Poaceae.
Loài này chỉ có ở Ecuador.